# مرصد ماكدونالد
مرصد ماكدونالد هو مرصد فلكي يقع بالقرب من فورت ديويس، مقاطعة جيف ديفيس، تكساس.